# 月寒公園
月寒公園（つきさむこうえん）は、札幌市豊平区にある都市公園。

## 概要
大日本帝国陸軍第7師団歩兵第25連隊の小演習場跡地で、「干城台」（かんじょうだい）と名づけられていた。1905年（明治38年）、豊平村に移管されて住民奉仕で整備した。戦後、旧陸軍射撃用地も加わり総合公園となった。
緩やかな傾斜が残る天然林を含む敷地内には野球場、テニスコート、パークゴルフ場などのスポーツ施設がある。また、高台からは美園地区の街並みが一望でき、自然観察や散策、ノルディックウォーキングを楽しむことができる。1989年（平成元年）には「日本の都市公園100選」に選定され、1999年（平成11年）まで豊平区主催の『リンゴまつり』会場となっていた。
施設老朽化のため、2012年（平成24年）より総事業費約26億円をかけてユニバーサルデザインに対応した施設改修や広域避難場所に相応しい施設の充実化を図ることを目的とした全面的な再整備を行っており、工事期間中は公園内の移動が制限されて一部施設が利用不可となっていたが整備開始から8年かけ2020年に全面完成。

## 施設
坂下野球場
利用期間：4月下旬-11月上旬（夜間照明あり）
高台野球場（軟式）
利用期間：4月下旬-11月上旬（両翼91.5m、中堅116.0m、夜間照明あり）
高台テニスコート
利用期間：4月下旬-11月上旬
オムニコート2面（夜間照明あり）
高台パークゴルフ場
利用期間：4月下旬-11月上旬
1ラウンド18ホール
こどもひろば
小さな子供も楽しめる遊具が充実。
歴史の森
月寒神社から子供広場に続く森で、多くの石碑が荘厳な雰囲気をだしており月寒の古くからの歴史を感じることができる。
くつろぎの森
ミズナラなどの大径木がある自然豊かな森で鳥のさえずりや蝉の鳴き声などを聞きながら過ごせる森。またキタキツネや野ウサギ、リスなども生息しており時折見ることができる。
ボート池
水質改善など再整備され2017年（平成29年）より利用開始。春は枝垂桜、初夏は紫陽花、秋は紅葉に包まれている。またマガモやアオサギなどが生息している。冬にはハクチョウを見ることもできる。
利用期間：4月下旬-10月上旬　午前10時-17時　毎週火曜日が休みとなる。
利用料金：１艘 320円（30分まで大人3名まで乗船可能）
夏には売店もオープンしており飲料水、ソフトクリームなどの販売も行っている。
パークライフセンター
市民の活動・休憩拠点となる屋内施設（売店、多目的トイレ、キッズスペース、展示スペースなど）
利用時間及び休館日：午前9時-17時　（4月-11月）休館日 火曜日、（12月-3月）休館日 火曜日・水曜日
多目的広場
丘と一体した芝生広場となっておりピクニック、キャッチボール、サッカーなど自由に使える広場、冬にはスキーやスノーボードのスロープとして学生らに利用されている。
すべり台
市内随一のロング滑り台など長さの異なる滑り台が2台ある。札幌市内の景色を見ながら滑ることが可能な唯一な施設でもある。
森の遊び場
森の斜面を生かした造りになっておりアスレチックなど大型のコンビネーション遊具が充実しており子供から大人まで楽しめる。
水の遊び場
旧テニスコート跡に新たに造られた水の遊び場は小さな子供でも問題ない造りとなっている。水の水深が3cm程度と小さな子供でも安心して水遊びが可能。
月寒の丘
ロング滑り台の頂上でもあるこの丘からは市内を一望できる。ベンチに座り景色や夕日、星空など夜景を楽しめる。
散策の森
森の季節の移り変わりを眺めながら散策のできる道が再整備された。朝や夕方にはウォーキングやジョギング、犬の散歩の方も利用している。キタキツネやリス、野ウサギなども生息しており時折見ることができる。
花見広場
ボート池の横にある桜が植栽された広場。
貯水槽施設
災害時、飲料水の供給が停止した場合に備えてつくられた施設。

## 周辺
羊ケ丘通と環状通（北海道道89号札幌環状線）の交差点付近には豊平区役所、豊平区民センターがあり、羊ケ丘通から国道36号方面の環状通はリンゴ並木となっている。公園内の森は月寒神社の境内へ続いている。公園南側の一部は通称アンパン道路に接している。
- 札幌市立陵陽中学校
- 高台病院
- 北海道整形外科記念病院
- 札幌市社会福祉協議会
- 宮の森珈琲 月寒公園店
- サッポロ珈琲館 月寒店
- handmade cafe chou chou
- &PAN MARKET and BAKERY
- カレーハウスCoCo壱番屋 月寒店
- トヨタレンタカー豊平区役所羊ヶ丘通店
- 北海道中央調理専門学校
- 札幌市立月寒小学校
- 専門学校日本福祉学院
- 日本医療大学生涯学習センター
- 幌南学園幼稚園
- 恵仁会佐々木内科病院
- 美園歯科
- 医療法人社団北樹会病院
- 社会福祉法人ノテ福祉会法人本部
- ジャパンケアサービス研修センター
- 特別養護老人ホーム幸栄の里
- 特別養護老人ホーム幸栄の里つきさっぷの丘
- 桂和会総合福祉センター

## 参考資料
- “月寒公園再整備”.   札幌市. 2015年12月15日閲覧。
- “豊平区土木センターニュース 第16号” (PDF).   札幌市豊平区 (2012年3月). 2015年12月16日閲覧。
- “豊平区土木センターニュース  第19号” (PDF).   札幌市豊平区 (2013年3月). 2015年12月16日閲覧。
- “豊平区土木センターニュース 第22号” (PDF).   札幌市豊平区 (2014年3月). 2015年12月16日閲覧。
- “月寒公園再整備計画概要（平成27年度工事概要）” (PDF).   札幌市 (2015年4月). 2015年12月16日閲覧。